# 박노원
박노원(朴魯源, 1973년 9월~)은 대한민국의 KBS 아나운서이다. 2001년 제27기로 데뷔하였다.

## 학력
- 한양대학교 교육공학과 졸업
- 한양대학교 대학원 국어교육학과 졸업

## 경력
- 2001년: KBS 27기 공채 아나운서

## 방송 프로그램

### TV
| 연도      | 방송사 | 제목                 | 담당     | 진행 기간                          | 비고                                   |
| --------- | ------ | -------------------- | -------- | ---------------------------------- | -------------------------------------- |
| 2001      | KBS1   | KBS 마감뉴스         | 진행     | 2001년 4월 30일~11월 2일           |                                        |
| 2003~2004 | KBS2   | KBS 뉴스(2TV) (745)  | 진행     | 2003년 6월 23일~2004년 10월 30일   |                                        |
| 2003~2004 | KBS1   | 카네이션 기행        | 진행     | 2003년 11월 9일~2004년 10월 31일   |                                        |
| 2005~2006 | KBS1   | HD 역사스페셜        | 진행     | 2005년 5월 6일~2006년 9월 29일     |                                        |
| 2007      | KBS1   | KBS 스페셜           | 내레이션 | 2007년 9월 16일                    | 충격! 사막 메뚜기떼 공포 - 대발생      |
| 2006~2008 | KBS2   | 스포츠 스포츠        | 진행     | 2006년 11월 20일~2008년 3월 28일   |                                        |
| 2006~2008 | KBS1   | 스포츠 스포츠        | 진행     | 2006년 11월 20일~2008년 3월 28일   |                                        |
| 2008      | KBS1   | 시사기획 창          | 내레이션 |                                    |                                        |
| 2008~2009 | KBS1   | KBS 오늘의 경제      | 진행     | 2008년 3월 31일~2009년 10월 16일   |                                        |
| 2009      | KBS1   | KBS 뉴스 5           | 임시진행 | 2009년 4월 13일                    |                                        |
| 2009~2010 | KBS1   | KBS 뉴스 5           | 첫진행   | 2009년 10월 19일~2010년 12월 31일  |                                        |
| 2013~2016 | KBS1   | KBS 뉴스 5           | 재진행   | 2013년 4월 8일~2016년 4월 22일     |                                        |
| 2014      | KBS1   | KBS 뉴스특보         | 특별앵커 | 2014년 7월 14일                    | 6시 30분 ~ 6시 40분 방송분             |
| 2014      | KBS1   | KBS 뉴스특보         | 특별앵커 | 2014년 8월 25일                    | 6시 ~ 6시 10분 방송분                  |
| 2010~2013 | KBS1   | 역사스페셜           | 내레이션 |                                    |                                        |
| 2005      | KBS1   | KBS 뉴스광장(토요일) | 임시진행 | 2005년 8월 13일                    |                                        |
| 2015      | KBS1   | KBS 뉴스광장(토요일) | 임시진행 | 2015년 7월 11일                    |                                        |
| 2023      | KBS1   | KBS 뉴스광장(토요일) | 임시진행 | 2023년 3월 25일~4월 22일, 9월 16일 |                                        |
| 2018      | KBS2   | 생방송 아침이 좋다   | 임시진행 | 2018년 2월 5일~2월 26일            |                                        |
| 2018      | KBS1   | 다큐공감             | 내레이션 | 2018년 3월 3일                     | 240회 꿈꾸는 썰매 평창에서 비상하다.   |
| 2018      | KBS1   | TV비평 시청자데스크  | 임시진행 | 2018년 2월 9일~2월 23일            |                                        |
| 2018~2020 | KBS1   | KBS 뉴스 7           | 진행     | 2018년 4월 23일~2020년 6월 26일    |                                        |
| 2022      | KBS1   | KBS 뉴스 7           | 임시진행 | 2022년 9월 22일                    |                                        |
| 2020~2021 | KBS1   | KBS 뉴스 9(평일)     | 진행     | 2020년 6월 29일~2021년 6월 11일    | 평일                                   |
| 2021      | KBS1   | KBS 930 뉴스         | 임시진행 | 2021년 8월 16일~27일               | 김은성 아나운서의 하차로 인한 대체진행 |
| 2021      | KBS1   | KBS 930 뉴스         | 임시진행 | 2021년 11월 22일~26일              |                                        |
| 2022      | KBS1   | KBS 930 뉴스         | 임시진행 | 2022년 3월 4일                     |                                        |
| 2022      | KBS1   | KBS 930 뉴스         | 임시진행 | 2022년 3월 7일~8일                 |                                        |
| 2022      | KBS1   | KBS 930 뉴스         | 임시진행 | 2022년 3월 11일                    |                                        |
| 2022      | KBS1   | KBS 아침마당 대구    | 첫진행   | 2022년 5월 27일~2024년 12월 27일   | 매주 금요일                            |
| 2022      | KBS1   | 생방송 심야토론      | 임시진행 | 2022년 3월 19일                    |                                        |
| 2025      | KBS1   | KBS 뉴스 (주말)      | 임시진행 | 2025년 8월 2일                     | 토요일                                 |

### 라디오
- KBS 제1라디오 - KBS 뉴스와이드 1부
- KBS 제1라디오 - KBS 뉴스와이드 4부
- KBS 제1라디오 - KBS 뉴스와이드 박노원입니다
- KBS 제1라디오 - 스포츠 하이라이트
- KBS 제1라디오 - 토요와이드
- KBS 제1라디오 - 생방송 주말 저녁입니다 (?? ~ 2011년 11월 6일)
- KBS 클래식FM - 새아침의 클래식
- KBS 제3라디오 - 낭독으로 만나는 세상
- KBS 제1라디오 - 라디오 매거진 위크 앤드 (2021년 7월 3일 ~ 2023년 1월 22일)
- KBS 제1라디오 - 경제세미나 (2023년 4월 1일 ~ 현재)
- KBS 제1라디오 - KBS 뉴스월드 (2024년 3월 2일 ~ 3월 3일, 2024년 8월 3일 임시진행)
- KBS 한민족방송, KBS 제3라디오 - 대한민국 인기가요 (2024년 9월 2일 ~ 현재)
- KBS 제1라디오 - KBS 1라디오 오늘 세계는 (2025년 1월 13일 ~ 1월 17일 임시진행)